# ZX Interface 2

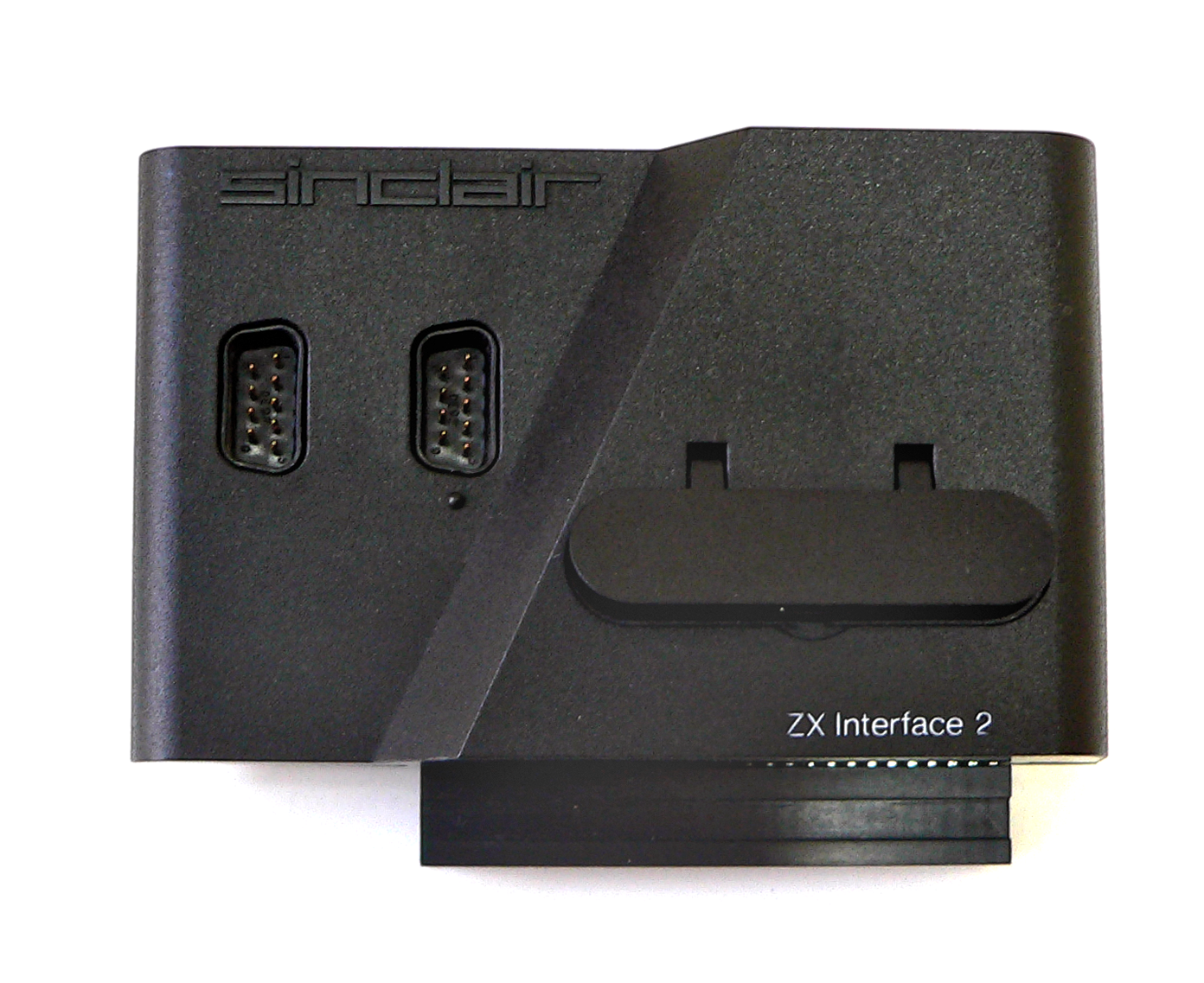
ZX Interface 2

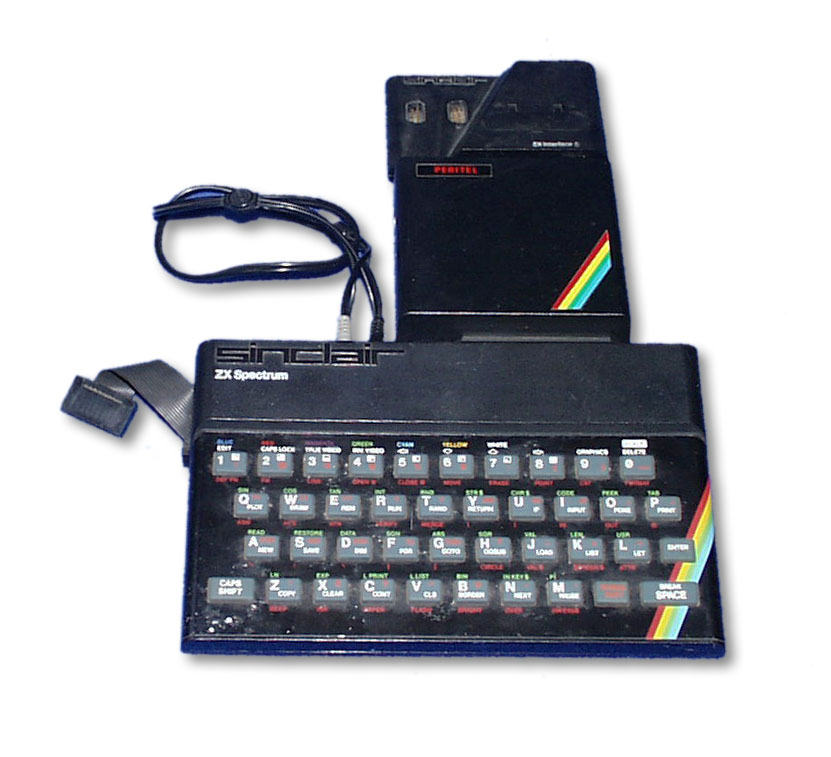

ZX Interface 2 (ZX Interface II) — внешний модуль для компьютера ZX Spectrum, выпущенный Sinclair Research Ltd в сентябре 1983 года. Модуль имел разъёмы для подключения до двух джойстиков, а также разъём картриджа ПЗУ. Устройство подключалось к заднему разъёму порта расширения ZX Spectrum; на концевой разъём устройства также можно было подключить ZX Printer.
Стоимость устройства составляла 19,95 фунтов. Цена устройства была слишком высокой для такого набора функций, поэтому оно было плохо воспринято публикой и продавалось меньше года.

## Джойстики

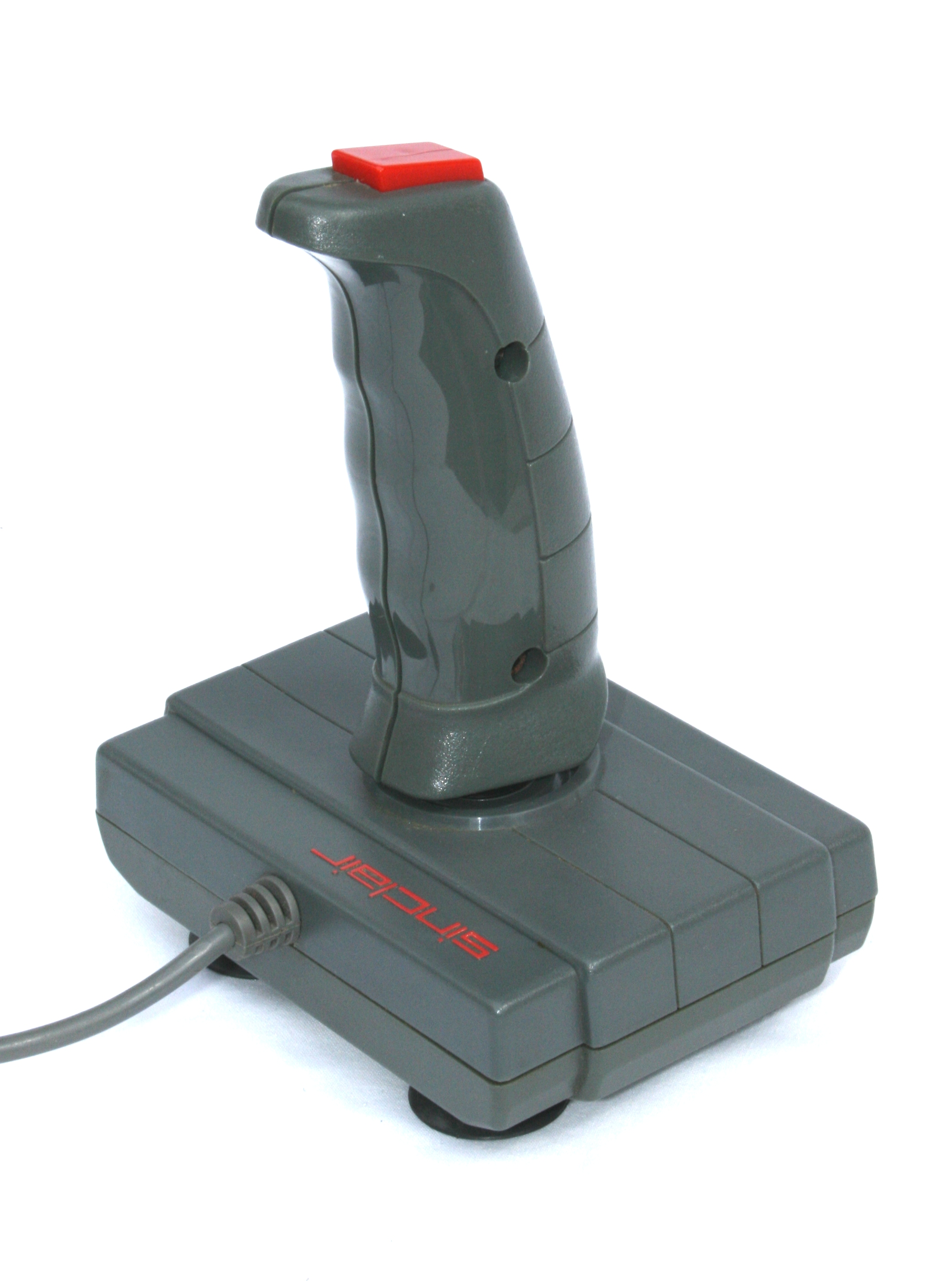
Джойстик SJS1

События от джойстиков эмулировали нажатие клавиш верхнего ряда клавиатуры.
| Команда | 1-й игрок | 2-й игрок |
| ------- | --------- | --------- |
| ←       | 6         | 1         |
| →       | 7         | 2         |
| ↓       | 8         | 3         |
| ↑       | 9         | 4         |
| Огонь   | 0         | 5         |

Возможность подключения одновременно двух джойстиков преподносилась как одно из главных преимуществ устройства: другие подобные интерфейсы (такие как Kempston Interface) позволяли подключить только один джойстик. Игры, вышедшие до появления Interface 2, были несовместимы с этим устройством, но некоторые игры предоставляли возможность переназначения клавиш управления — в этом случае их можно было назначить на клавиши, связанные с джойстиком.
Подключение джойстиков маппингом на цифровой ряд клавиатуры со временем получило распространение, установив стандарт, известный как Sinclair Joystick. Этот стандарт также использовался для подключения джойстиков на компьютерах ZX Spectrum +2 и +3.
До выхода ZX Interface 2 наиболее распространённым форматом джойстиков был Kempston Joystick, с разъёмом DE-9. Но Interface 2 был несовместим с этим популярным стандартом. Для Interface 2 компания Sinclair выпускала свой джойстик, белого цвета.

## Картриджи

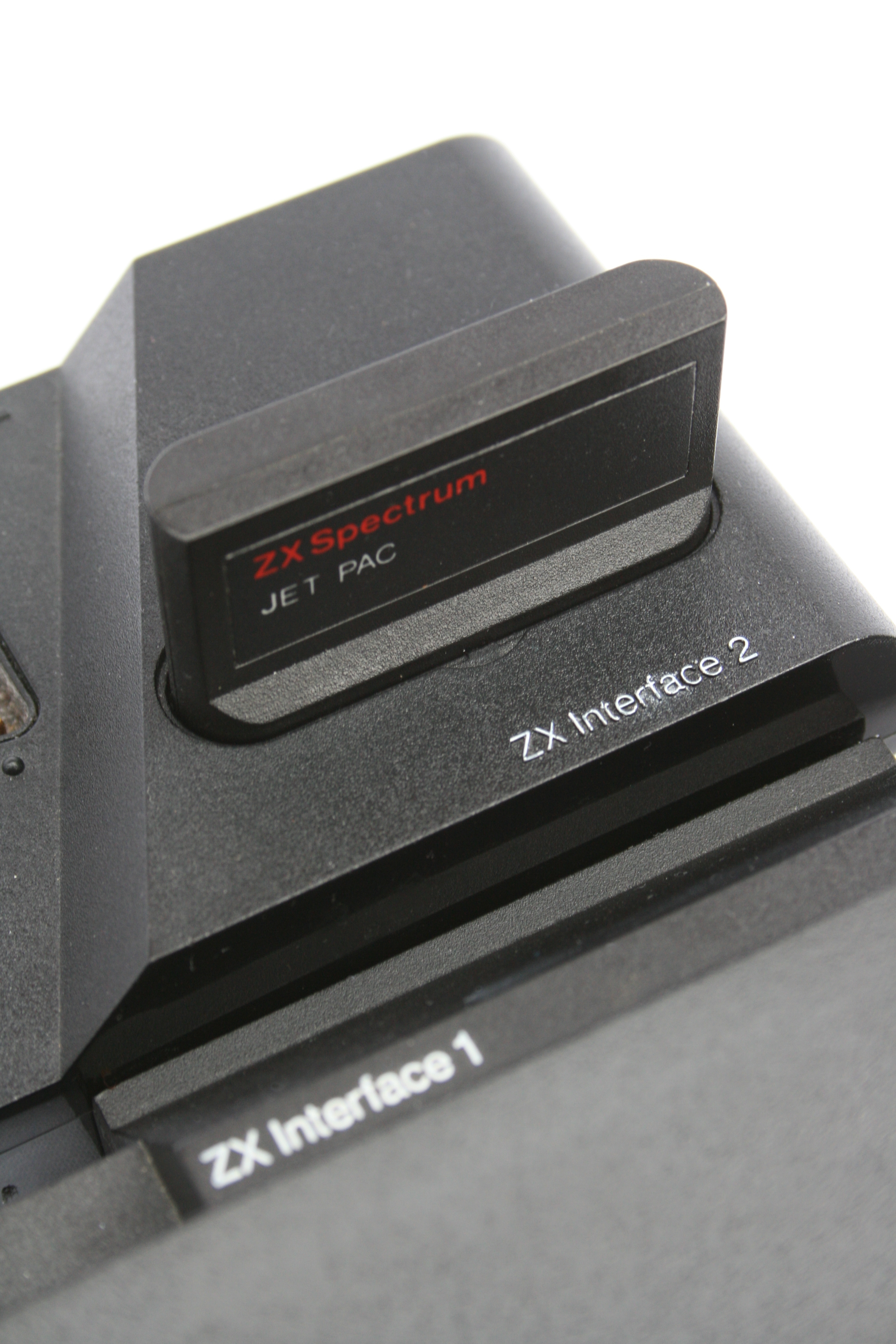
Картридж Jetpac вставленный в Interface 2

На картриджах было выпущено всего 10 игр. Загрузка игры с картриджа была практически мгновенной, но сами картриджи стоили довольно дорого — 14,95 фунтов каждый, по сравнению с играми на плёнке, стоившими в три раза дешевле. Объём игры на картридже ограничивался 16 КБ.
Картриджи можно вставлять и доставать только при выключенном компьютере, но никакого фиксатора предусмотрено не было.
| Название               | Издатель               | Разработчик            | Дата выхода |
| ---------------------- | ---------------------- | ---------------------- | ----------- |
| Jetpac                 | Ultimate Play the Game | Ultimate Play the Game | 1983        |
| Pssst                  | Ultimate Play the Game | Ultimate Play the Game | 1983        |
| Cookie                 | Ultimate Play the Game | Ultimate Play the Game | 1983        |
| Tranz Am               | Ultimate Play the Game | Ultimate Play the Game | 1983        |
| Chess                  | Sinclair Research      | Psion Software         | 1983        |
| Backgammon             | Sinclair Research      | Psion Software         | 1983        |
| Hungry Horace          | Sinclair Research      | Psion Software         | 1982        |
| Horace and the Spiders | Sinclair Research      | Psion Software         | 1983        |
| Planetoids             | Sinclair Research      | Psion Software         | 1982        |
| Space Raiders          | Sinclair Research      | Psion Software         | 1982        |

Помимо игр, в виде картриджей Sinclair Research выпускала программу для тестирования компьютера.
Parker Brothers планировали семь игр к выпуску на картриджах в середине 1984 года, но компания решила покинуть рынок видеоигр.